# 泉谷楓真
泉谷 楓真（いずみや ふうま、2001年12月18日 - ）は、中央競馬（JRA）・栗東トレーニングセンター所属の騎手。競馬学校騎手課程第36期生。

## 来歴
小学生で訪れた小倉競馬場で見た騎手の姿に憧れ、小学6年生の時に小倉競馬場で乗馬を始める。
2020年2月に競馬学校を卒業し、同期で唯一関西の厩舎に所属。騎手免許交付初日の3月1日、1回阪神競馬2日目第1競走にてメイショウヒバリ（15頭立て6番人気）に騎乗してデビューし、同着勝利で嶋田純次以来JRA史上46人目の初騎乗初勝利を果たす。同年10月3日の2回中京競馬8日目第6競走では、発走直後に騎乗馬が躓き落馬しかけながらも馬上に復帰し完走する騎乗を見せた。
2020年は同年の新人騎手最多となる年間19勝を挙げ、中央競馬関西放送記者クラブ賞（関西所属騎手新人賞）を獲得した。
2021年7月18日、函館2歳ステークスをナムラリコリスで重賞初制覇。同期騎手の中で重賞勝利1番乗りとなった。
2024年11月1日より本田優厩舎からフリーへ所属変更。
2025年7月5日、小倉9Rのロイヤルバンコクスポーツクラブ賞でミュージシャンに騎乗して1着となり、JRA通算100勝を2063戦目で達成した。

## エピソード
- 目標とする騎手は四位洋文。馬に負担をかけない騎乗を見習いたいとしている[1]。
- 初勝利は1着同着での達成。初騎乗初勝利が1着同着になるのは史上初[3]。

## 主な騎乗馬
- ナムラリコリス（2021年函館2歳ステークス）

## 騎乗成績

### 概要
|                | 日付           | 競馬場・開催    | 競走名                     | 馬名             | 頭数 | 人気 | 着順 |
| -------------- | -------------- | --------------- | -------------------------- | ---------------- | ---- | ---- | ---- |
| 初騎乗・初勝利 | 2020年3月1日   | 1回阪神2日目1R  | 3歳未勝利                  | メイショウヒバリ | 15頭 | 6    | 1着  |
| 重賞初騎乗     | 2020年4月18日  | 2回阪神7日目11R | アーリントンカップ         | リインフォース   | 12頭 | 12   | 7着  |
| 重賞初勝利     | 2021年7月17日  | 1回函館5日目11R | 函館2歳S                   | ナムラリコリス   | 11頭 | 3    | 1着  |
| GI初騎乗       | 2021年12月12日 | 6回阪神4日目11R | 阪神ジュベナイルフィリーズ | ナムラリコリス   | 18頭 | 13   | 17着 |

### 年度別成績
| 年度   | 平地競走 | 平地競走 | 平地競走 | 平地競走 | 平地競走 | 平地競走 | 平地競走 |
| 年度   | 1着      | 2着      | 3着      | 騎乗数   | 勝率     | 連対率   | 複勝率   |
| ------ | -------- | -------- | -------- | -------- | -------- | -------- | -------- |
| 2020年 | 19       | 20       | 21       | 494      | .039     | .079     | .121     |
| 2021年 | 46       | 49       | 47       | 664      | .069     | .143     | .214     |
| 2022年 | 14       | 23       | 35       | 390      | .036     | .095     | .185     |
| 2023年 | 13       | 18       | 18       | 262      | .050     | .118     | .187     |
| 2024年 | 2        | 6        | 7        | 153      | .013     | .052     | .098     |
| 中央   | 94       | 116      | 128      | 1963     | .048     | .107     | .172     |

2024年10月28日現在 騎手名鑑 JRAを参照